# San Bernardo Mixtepec
San Bernardo Mixtepec es una localidad del estado mexicano de Oaxaca. Es cabecera del municipio de San Bernardo Mixtepec.

## Demografía
| Censo | Población |
| ----- | --------- |
| 1900  | 578       |
| 1910  | 730       |
| 1921  | 666       |
| 1930  | 753       |
| 1940  | 837       |
| 1950  | 946       |
| 1960  | 1629      |
| 1970  | 1430      |
| 1980  | 1666      |
| 1990  | 1895      |
| 1995  | 2053      |
| 2000  | 1774      |
| 2005  | 1498      |
| 2010  | 1707      |
| 2020  | 1718      |